# Luís de Almada (físico)
Luís de Almada foi um nobre médico (então chamado "físico"), no século XVI, da família real portuguesa.

## Biografia
Era filho de Lourenço Soares de Almada (6.º Conde de Avranches) (9.º senhor dos Lagares d´El-Rei) (4.º senhor de Pombalinho) e de D. Francisca de Távora, filha de Lourenço Pires de Távora (3.º senhor do morgado de Caparica), embaixador de Roma e mordomo-mor do Príncipe D. João, e de Catarina de Távora.
Por mandato do rei Filipe III de Portugal, estudou na Universidade de Coimbra, onde seu tio André de Almada era professor, vice-reitor e depois reitor. 
Enquanto "físico da capela" da Casa Real, serviu em vários exércitos, com 18.000 réis de ordenado, assim como o Dr. Tomás de Orta, seu antecessor (que o apresentou ao cargo), a partir de 4 de abril de 1596.